# Crucifixo de Cimabue em Santa Cruz
O Crucifixo de Cimabue em Santa Cruz (c. 1265) é um grande crucifixo de madeira, pintado em têmpera, atribuído ao pintor e mosaicista florentino Cimabue, um dos dois grandes crucifixos atribuídos a ele. A obra foi encomendada pelos frades franciscanos da Basílica da Santa Cruz e é construída a partir de um arranjo complexo de cinco painéis de madeira principais e oito auxiliares. É uma das primeiras obras de arte italianas a romper com o estilo de Arte bizantina medieval. Remonta ao final da Idade Média e é famosa por suas inovações técnicas e iconografia humanista.